# Glockengasse (Erfurt)

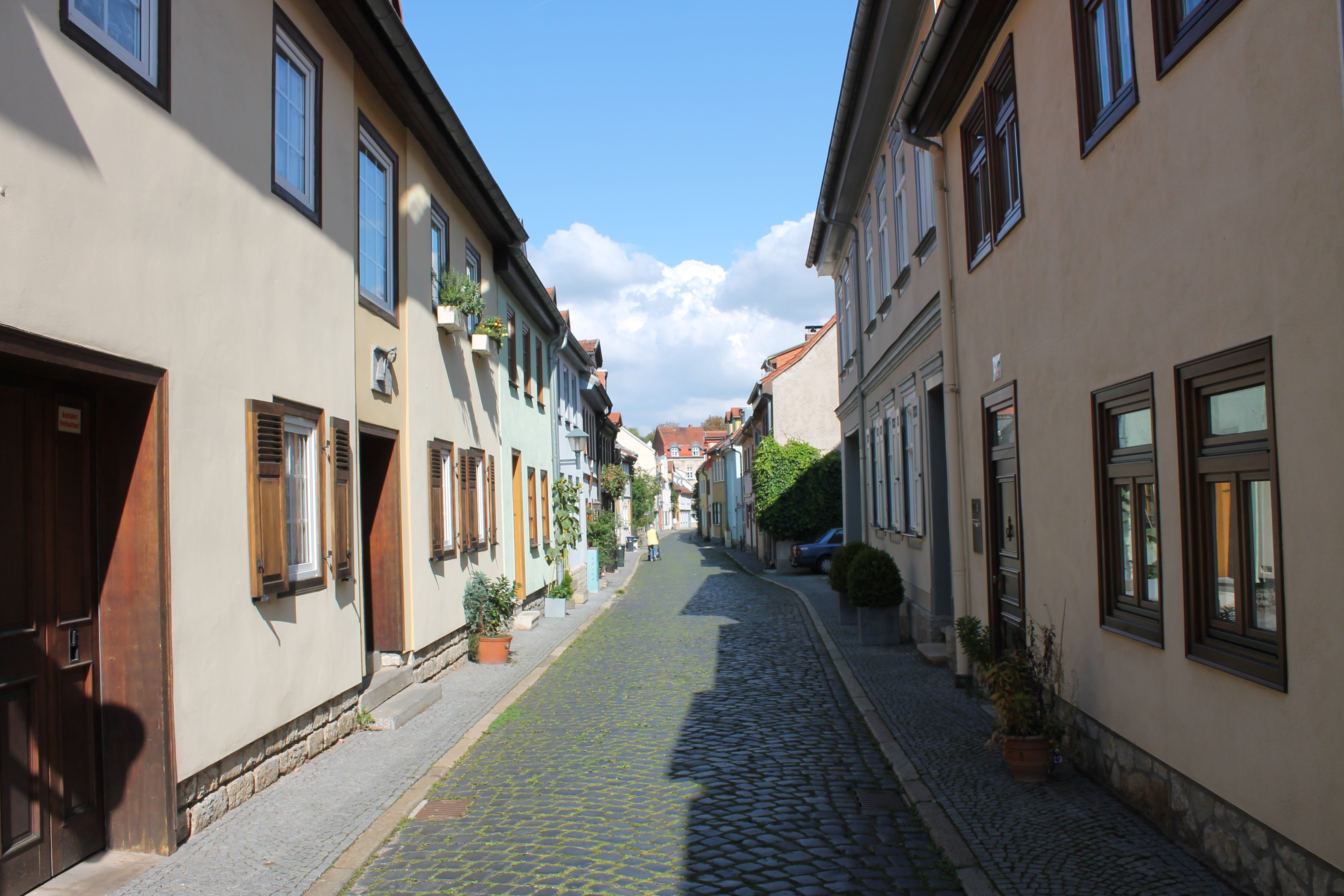
Glockengasse (2014)

Die Glockengasse ist eine historische Gasse im Erfurter Andreasviertel.

## Geschichte
Erstmals erwähnt wurde die Glockengasse 1493 als Blidegasse. Früher befand sich dort der Bliedenhof, der Standort der Bliden, den damaligen Wurfmaschinen zum Schleudern von Steinen oder Feuerbränden auf Feinde. Mit der Erfindung von Schießpulver und Feuerwaffen wurde der Bliedenhof nicht länger benötigt und deshalb 1375 teilweise an die jüdische Gemeinde zur Erweiterung des jüdischen Friedhofs verkauft. Ab 1510 wurde die Gasse zudem zum Teil als Hondegasse oder Hundgasse bezeichnet. 1848 beantragten die Bewohner beim Magistrat eine Umbenennung in Glockengasse, nach einer Glockengießerei, die bereits 1774 im Verrechtsbuch erwähnt wurde.

## Bebauung
Die Gasse ist mit zahlreichen kleinen Fachwerkhäusern bebaut, die heute zum Großteil aufwändig saniert sind. Lücken wurden mit Neubauten und einem Spielplatz geschlossen. Das gesamte Ensemble ist heute denkmalgeschützt.